# Caripe (município)
Caripe é um município da Venezuela localizado no estado de Monagas.
A capital do município é a cidade de Caripe.
Em novembro de 2021, Dalila Rosillo foi proclamada prefeita do município.

## Economia
A economia de Caripe é baseada em agricultura.